# Brunei Super League
La Brunei Super League, conocida como la DST Super League por razones de patrocinio, es el torneo de fútbol profesional más importante de Brunéi Darussalam y es organizado por la NFABD.

## Historia
En Brunéi Darussalam existía una liga de fútbol amateur desde 1985, organizada por la Asociación de Fútbol de Brunei Darussalam, y en el 2002 cambió su formato a la Brunei Premier League, la cual estuvo vigente hasta la temporada 2009/10. La Asociación de Fútbol de Brunei Darussalam decidió crear una liga de fútbol profesional en el año 2012, teniendo su torneo inaugural en la temporada 2012/13.

## Sistema de competencia
La liga se compone de 14 equipos, los cuales se enfrentan todos contra todos a visita recíproca y al final de la temporada el equipo que acumule más puntos es el campeón del torneo y no hay descenso de la liga.

## Equipos 2024-25
| Club             |
| ---------------- |
| AKSE Bersatu     |
| BSRC FC          |
| DPMM FC          |
| Indera SC        |
| Jerudong FC      |
| Kasuka FC        |
| Kuala Belait FC  |
| Kota Ranger FC   |
| Lun Bawang FC    |
| MS ABDB          |
| MS PPDB          |
| Panchor Murai FC |
| Rimba Star FC    |
| Wijaya FC        |

## Palmarés
| Año     | Campeón                                        | Subcampeón                                     | 3.er lugar                                     |
| ------- | ---------------------------------------------- | ---------------------------------------------- | ---------------------------------------------- |
| 2012–13 | Indera SC                                      | MS ABDB FC                                     | Majra United FC                                |
| 2014    | Indera SC                                      | MS ABDB FC                                     | Najip FC                                       |
| 2015    | MS ABDB FC                                     | Indera SC                                      | Najip FC                                       |
| 2016    | MS ABDB FC                                     | Indera SC                                      | Wijaya FC                                      |
| 2017-18 | MS ABDB FC                                     | Kota Ranger FC                                 | Indera SC                                      |
| 2018-19 | MS ABDB FC                                     | Kasuka FC                                      | Wijaya FC                                      |
| 2020    | Cancelado debido a la pandemia del COVID-19    | Cancelado debido a la pandemia del COVID-19    | Cancelado debido a la pandemia del COVID-19    |
| 2021    | Abandonado debido a la pandemia del COVID-19   | Abandonado debido a la pandemia del COVID-19   | Abandonado debido a la pandemia del COVID-19   |
| 2022    | No se realizó debido a la Pandemia de COVID-19 | No se realizó debido a la Pandemia de COVID-19 | No se realizó debido a la Pandemia de COVID-19 |
| 2023    | Kasuka FC                                      | Indera SC                                      | Kota Ranger FC                                 |
| 2024–25 | Kasuka FC                                      | DPMM FC                                        | Indera SC                                      |

## Títulos por club
| club           | campeón | subcampeón | años campeón                 |
| -------------- | ------- | ---------- | ---------------------------- |
| MS ABDB        | 4       | 2          | 2015, 2016, 2017–18, 2018–19 |
| Indera SC      | 2       | 3          | 2012–13, 2014                |
| Kasuka FC      | 2       | 1          | 2023, 2024–25                |
| DPMM FC        | –       | 1          |                              |
| Kota Ranger FC | –       | 1          |                              |

## Máximos goleadores
| temporada | jugador                    | club        | goles |
| --------- | -------------------------- | ----------- | ----- |
| 2012–13   | Azwan Ali Rahman           | Indera SC   | 17    |
| 2014      | Zulkhairy Razali           | Indera SC   | 11    |
| 2015      | Hardi Bujang               | Jerudong FC | 18    |
| 2016      | Abdul Azizi Ali Rahman     | MS ABDB     | 8     |
| 2017–18   | Abdul Azizi Ali Rahman (2) | MS ABDB     | 28    |
| 2018–19   | Hanif Aiman Adanan         | Kasuka FC   | 16    |
| 2021      | Andrey Varankow            | DPMM FC     | 23    |
| 2023      | Leon Sullivan Taylor       | Indera SC   | 31    |
| 2024–25   | Willian dos Santos         | Kasuka FC   | 35    |

## Clasificación histórica
Tabla elaborada desde 2012-13 hasta 2018-19
| Pos. | Equipo           | PJ | PG | PE | PP | GF  | GC  | DG   | Pts. |
| ---- | ---------------- | -- | -- | -- | -- | --- | --- | ---- | ---- |
| 1    | MS ABDB          | 90 | 73 | 8  | 9  | 261 | 60  | +201 | 233  |
| 2    | Indera SC        | 90 | 63 | 17 | 10 | 284 | 97  | +187 | 212  |
| 3    | Wijaya FC        | 90 | 43 | 13 | 34 | 185 | 177 | +8   | 142  |
| 4    | MS PDB           | 90 | 31 | 19 | 40 | 154 | 160 | -6   | 112  |
| 5    | Kota Ranger FC   | 47 | 28 | 8  | 11 | 124 | 75  | +49  | 92   |
| 6    | Najip FC         | 90 | 28 | 8  | 54 | 129 | 267 | -138 | 92   |
| 7    | Kasuka FC        | 47 | 22 | 15 | 10 | 109 | 63  | +46  | 81   |
| 8    | Tabuan Muda      | 47 | 17 | 14 | 16 | 83  | 80  | +3   | 65   |
| 9    | Jerudong FC      | 72 | 15 | 14 | 43 | 128 | 185 | -57  | 59   |
| 10   | Lun Bawang FC    | 65 | 15 | 12 | 38 | 106 | 153 | -47  | 57   |
| 11   | LLRC FT          | 25 | 10 | 6  | 9  | 53  | 56  | -3   | 36   |
| 12   | QAF FC           | 25 | 9  | 6  | 10 | 56  | 52  | +4   | 33   |
| 13   | IKLS FC          | 36 | 7  | 1  | 28 | 45  | 112 | -67  | 22   |
| 14   | Majra United FC  | 9  | 5  | 4  | 0  | 21  | 12  | +9   | 19   |
| 15   | Kilanas FC       | 43 | 5  | 2  | 36 | 66  | 158 | -92  | 17   |
| 16   | Menglait FC      | 20 | 3  | 2  | 15 | 18  | 85  | -67  | 11   |
| 17   | Setia Perdana FC | 18 | 3  | 1  | 14 | 26  | 56  | -30  | 10   |